# Hexapanopeus beebei
Hexapanopeus beebei is een krabbensoort uit de familie van de Panopeidae. De wetenschappelijke naam van de soort is voor het eerst geldig gepubliceerd in 1961 door Garth.